# 속편년통재
속편년통재 (續編年通載)는 고려 예종의 명에 따라 고려 예종(高麗 睿宗) 11년(1116년)에 홍관(洪灌)이 펴낸 사서로 편년체로 되어 있으며 삼한 시대 이래 고려(高麗) 초기까지의 사적(史蹟)을 수록하였다. 《편년통재속편》(編年通載續編)이라고도 한다. 현전하지 않는다.

## 같이 보기
- 편년통재
- 편년통록